# Francisco Morales Bermúdez

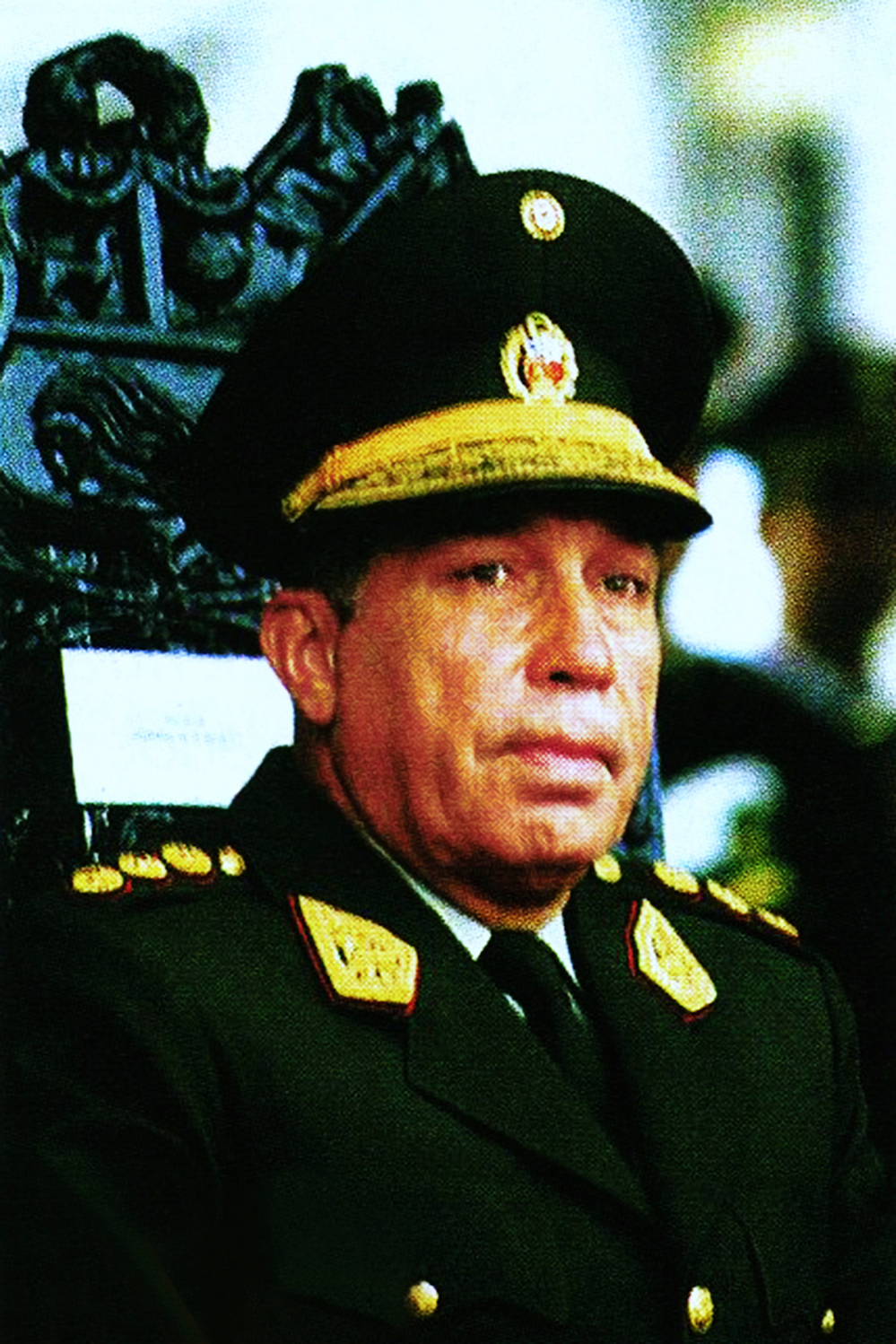
Francisco Morales Bermúdez 1975.

Francisco Morales Bermúdez Cerrutti, född 4 oktober 1921 i Lima, död 14 juli 2022 i Lima, var en peruansk politiker och militär. Han var Perus president mellan 1975 och 1980.
Francisco Morales var barnbarn till general Remigio Morales Bermúdez som var landets president mellan 1890 och 1894. Han började sin militära bana när han var 18 år och han hade vid slutet av sin karriär nått graden brigadgeneral.
Morales var finansminister (nuvarande ekonomiminister) under Fernando Belaúndes första presidentperiod 1968. Efter statskuppen 1968, under ledning av general Juan Velasco Alvarado, blev han utsedd till försvarsminister, en post han upprätthöll mellan 1969 och 1974.
Han var president för ministerrådet och innehade posten som krigsminister (har idag gått upp i Försvarsministeriet) under åren 1974 och 1975 och var, från februari 1975, såväl premiärminister som försvarsminister. Han gick han i spetsen för en statskupp 29 augusti 1975, mot presidenten Juan Velasco Alvarado och utnämnde sig själv dagen efter till Perus president.
Hans regering avsåg att genomföra en övergång till civilt styre och allmänna politiska val hölls för att välja en parlamentarisk församling som blev den som utformade den politiska konstitutionen 1979.
I maj 1980 hölls demokratiska val för att välja president, vilket resulterade i val av Fernando Belaúnde Terry, som senare avsattes genom en kupp av Velasco som blev president den 28 juli samma år.